# Фарион, Ирина Дмитриевна
Ири́на Дми́триевна Фарио́н (укр. Ірина Дмитрівна Фаріон; 29 апреля 1964, Львов — 19 июля 2024, там же) — украинская политическая и общественная деятельница, филолог. Украинская националистка, член ультраправой партии «Свобода», депутат Верховной Рады (2012—2014) от одномандатного избирательного округа № 116 в Львовской области. Доктор филологических наук (2015), профессор Национального университета «Львовская политехника» (1991—2023, 2024). 
Коллеги-филологи в первую очередь отмечают деятельность Фарион по защите украинского языка. Пресса отмечала её крайне спорные и эксцентричные высказывания, становившиеся впоследствии предметом массовых скандалов. 
19 июля 2024 года была убита выстрелом в голову во Львове.

## Ранние годы
Родилась 29 апреля 1964 года во Львове. Отец, Дмитрий Иванович Фарион, работал сантехником на Львовском заводе газовой аппаратуры, мать, Ярослава Степановна, учительницей в селе Линино, впоследствии была заведующей читальным залом и отделом комплектования во Львовской областной юношеской библиотеке.
В 1971—1981 годах училась во Львовской средней школе № 75 имени Леси Украинки. Сразу после окончания школы год работала библиотекарем Областной библиотеки для юношества имени 40-летия ВЛКСМ (ныне Львовская областная библиотека для юношества имени Романа Иванычука).
В течение 1982—1987 годов училась на филологическом факультете по кафедре украинской филологии Львовского государственного университета имени Ивана Франко, который закончила с отличием. В период с 1986 по 1991 год была лаборанткой кафедры общего языкознания Львовского государственного университета имени Ивана Франко и руководительницей Центра украинистики на кафедре фольклористики.

## Образование, научная и просветительская деятельность
В 1987 году окончила филологический факультет Львовского государственного университета им. Ивана Франко по специальности «украинская филология». До 2023 года являлась доцентом кафедры украинского языка и прикладной лингвистики Национального университета «Львовская политехника». Кандидат филологических наук (1996, диссертация «Антропонімійна система Верхньої Наддністрянщини кінця XVIII — початку XIX ст. (прізвищеві назви)»). Доктор филологических наук (2015, диссертация «Суспільний статус староукраїнської (руської) мови у XIV—XVII ст.»). Автор ряда монографий и статей. Лауреат премии имени Олексы Гирныка (2004). Лауреат Всеукраинской премии имени Бориса Гринченко (2008).
Коллеги-филологи в первую очередь отмечают деятельность Фарион по защите украинского языка. Она посвятила защите украинского языка сотни выступлений, несколько просветительских проектов, монографии, научные статьи, учебные пособия, а также публицистические и научно-популярные статьи в прессе.
Среди её проектов — «От книги — к цели», «Величие личности» на украинском парламентском канале «Рада» и «Ген украинцев» на львовском телеканале «НТА».

### Современное состояние украинского языка
Языковед Ирина Фарион написала сотни статей о состоянии и притеснении государственного языка в Украине. Наиболее значимая работа — «Языковая норма: уничтожение, поиск, восстановление (культура речи публичных людей)» — монография, выдержавшая три издания, посвященная эволюции норм языка, причинам искажения украинской языковой нормы в XX веке.

### История украинского языка
Основной темой современных работ Фарион были истоки украинского языка, существование языка в условиях отсутствия национального государства его носителей. Во времена тоталитарного режима в СССР в 1930-е годы была выработана «схема» развития восточнославянских языков в виде дерева, из которого вырастали три славянских народа — русские, украинцы и беларусы с их языками. Ствол и корни дерева уходили во времена Киевской Руси и присваивались России, а два «ответвления» — украинцы и беларусы — появились только после XIV столетия. Всё, что отклонялось от этого идеологического учения, считалось «антинаучным». Фарион отошла от изучения языка как абстрактного исследования языковых конструкций и была новатором в подходе к изучению языка через духовное существование народа «в контексте формирования новой украинскоязычно-этнической общности». Результатом стала 700-страничная монография «Общественный статус староукраинского (русского) языка укр. староукраїнської (руської) мови в XIV—XVII вв.: языковое сознание, языковая действительность, языковая перспектива». Фарион реабилитировала «арестованный тоталитарным режимом» термин «староукраинский язык», который в её работе используется как синоним, или даже как «справедливая замена», по мнению Фарион, навязанного сторонниками «единого общего истока» украинского термина «руська мова». Фарион в своей книге обосновывает, что возможностью и задачей языка является создавать нацию и государство.

### Просветительские проекты
«От книги — к цели» (укр. Від книги до мети) на YouTube авторства Ирины Фарион представляет 60 значимых личностей современности Украины и презентации их книг. Выделяются «Про движение национального сознания по вертикали, или Про завершение первого сезона проекта „От книги к цели“» (2012); «Кто читает, тот над временем» (2013); «Законы умирают — книги никогда» (2014); «Книга — разговор сквозь века: диалог с опытом, монолог с собой» (2016); «Мы есть то, что читаем» (2018).
«Величие Личности» (укр. Велич особистості) на украинском парламентском канале «Рада» — популярная передача об известных и малоизвестных личностях в истории Украины. «Отдавна органично не воспринимала Гоголя через его московский язык. Считала это просто дикостью! Почему украинец пишет на чужом языке? Он болен или оборотень? Как выяснилось, и первое, и второе. Он стал для меня основным мотивом отталкивания от угодничества» — говорит Ирина Фарион о родившемся на территории современной Украины и отразившем украинский колорит в своих произведениях на русском языке писателе с гибридной русско-украинской идентичностью Николае Гоголе. Проект имеет 160 эпизодов и выходил с 2013 по 2019 год.
После завершения предыдущего проекта с целью продолжения освещения жизни украинских деятелей в 2019 году основала и стала автором нового телевизионного проекта «Ген украинцев» (укр. Ген українців) на львовском телеканале «НТА». В последнем своём сообщении в соцсетях, опубликованном 19 июня 2024 года, за 3 часа до убийства, Ирина Фарион анонсировала следующий эпизод «Гена украинцев», посвящённый генерал-хорунжему Украинской повстанческой армии Ивану Трейко. Он записан вместе с двумя другими неизданными при жизни языковедки эпизодами: об украинской писательнице Кристине Алчевской и украинском анархисте Несторе Махно.

### Личности в истории украинского языка
Языковед посвятила эссе и монографии значимым личностям в истории украинского языка. Коллеги-филологи выделяют «Отец Маркиян Шашкевич — украинский языкотворец» (2007) и «Языковой портрет Ивана Пулюя (по письмам мыслителя)» (2017).

## Политическая деятельность
Являлась членом ВЛКСМ с сентября 1978 года.

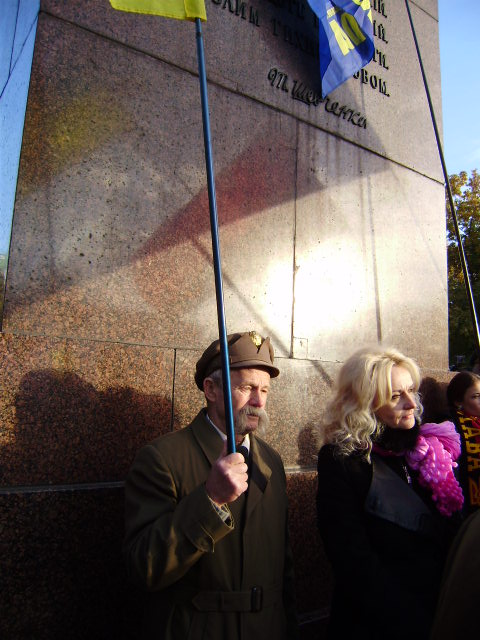
Ирина Фарион на митинге националистов, 2012 год

Сама Фарион, долгое время отрицавшая членство в КПСС, в ноябре 2013 года после публикаций доказательств признала этот факт, однако заявила, что вышла из партии в 1989 году. Отмечалось, что в предоставленной журналистами комсомольской характеристике Ирины Фарион говорилось о том, что она поощряла изучение русского языка иностранными студентами. Позже Фарион заявила, что вступила в КПСС, чтобы «уничтожать её изнутри».
С 2005 года являлась членом Всеукраинского объединения «Свобода».
На парламентских выборах в Украине в 2006 и 2007 годах была кандидатом в народные депутаты Верховной рады Украины от ВО «Свобода» (оба раза шла третьей в списке). В 2012—2014 годах была депутатом Верховной Рады, избранным от одномандатного избирательного округа № 116 (Львовская область), председателем подкомитета по вопросам высшего образования Комитета по вопросам науки и образования.
Фарион считала принятый в 2012 году закон «Об основах государственной языковой политики» неконституционным, так как «закреплённый на определённой территории региональный язык имеет те же права, что и государственный».
В апреле 2013 года Окружной административный суд Киева отклонил иск Ирины Фарион к Аппарату Верховной Рады по поводу необеспечения перевода на государственный язык выступлений народных депутатов на заседаниях Комитета по вопросам науки и образования.
На внеочередных парламентских выборах в октябре 2014 года в том же округе заняла лишь третье место и в парламент не прошла, проиграв кандидатам от партии «Самопомощь» Ирине Подоляк и выдвиженцу Радикальной партии Валерию Веремчуку. Сама «Свобода» при этом не смогла преодолеть пятипроцентный барьер.
В 2019 году критиковала проект Закона Украины «Об обеспечении функционирования украинского языка как государственного» (№ 5670-д) в представленном виде, считая его слишком мягким:

«Они собираются голосовать за облегчённый „закон Кивалова-Колесниченко“. Цель его сформулирована в программе президента Петра Порошенко: сохранить языковой статус-кво, то есть то, что мы имеем сегодня: неприоритетность украинского языка.
Я недавно прочитала, что, оказывается, перед принятием этого закона мой земляк Колечка Княжицкий встречался с послами стран ЕС, с генсеком НАТО и главой Совета Европы. Они что, идиоты? Для того, чтобы принять, на каком языке у себя в государстве говорить, они должны общаться с чужаками?…»
Оригинальный текст (укр.)«Вони збираються голосувати за полегшений «закон Ківалова-Колесніченка». Мета його сформульована у програмі президента Петра Порошенка: зберегти мовний статус-кво, тобто те, що ми маємо сьогодні: непріоритетність української мови…

Я нещодавно прочитала, що, виявляється, перед ухваленням цього закону мій земляк Колічка Княжицький зустрічався з послами країн ЄС, з генсеком НАТО та очільником Ради Європи. Вони що, ідіоти? Для того, щоб ухвалити, якою мовою у себе в державі говорити, вони мають спілкуватися з чужинцями?»
Незадолго до гибели Ирина Фарион купила 11 FPV-дронов для военнослужащих Вооружённых сил Украины за почти сто тысяч гривен, которые ей после победы в суде компенсировала Львовская политехника, и начала сбор на FPV-дроны для ВСУ, о котором 18 июля 2024 года объявила в последнем прижизненном видео на своём YouTube-канале «Iryna Farion».

## Взгляды
В июле 2011 года, отвечая на вопросы журналистов сайта «Полемика», по поводу известного скандала в детском саду заявила, что «„Ваня“, „Маша“ — это омерзительные формы украинского языка», которые являются «загрязняющим суржиком». По словам Фарион:
- избиратели Партии регионов — «чистый криминалитет»,
- священники УПЦ МП «не имеют ничего общего с христианством», но являются частью «Федеральной службы безопасности России»,
- ВО «Свобода» — не демократическая организация; её избиратели — «люди, которые живут в особняках»: «Мы никому ничего не собираемся давать. Мы как депутаты должны принимать такие решения, которые создают условия к тому, чтобы пришёл инвестор и что-то тут построил»[42].

В связи с вопросом о придании русскому языку статуса второго государственного для стабилизации ситуации после захвата Крыма Россией заявила:

«Хотя до сих пор в головах мудрых людей и правителей работает латинская пословица: чей язык — того и власть. Поэтому у нас ни полноты своей власти, ни повсеместного господства украинского языка нет…

Надеюсь, что последним гвоздём в холуйские головы в Украине стало заявление МИД России, где среди идиотских требований есть требование государственного статуса для языка оккупации Украины от 1654 года. Дуста им на коренные зубы, а не государственный статус „языку“».Оригинальный текст (укр.)«Хоч і досі у головах мудрих людей і правителів працює латинське прислів'я: чия мова – того й влада. Тому у нас ні повноти своєї влади, ні повсюдного панування української мови немає…

Сподіваюся, що останнім цвяхом у холуйські голови в Україні стала заява МЗС Росії, де серед ідіотичних вимог, є звісно, вимога державного статусу для мови окупації України від 1654 року. Дусту їм на кутні зуби, а не державний статус "язику"».
Выступая перед отправляющимися в зону проведения антитеррористической операции (АТО) бойцами батальона МВД Украины "Сичь", созданного, в основном, из членов ВО Свобода, Фарион заявила: «Это не АТО, это война. Возможно, третья мировая, только её так ещё никто не называет. И очень важно, чтобы в третьей мировой войне Украина стала остриём, … с которого начнётся большая победа».
Приветствовала убийство придерживавшегося пророссийских взглядов публициста Олеся Бузины в апреле 2015 года.
Была противницей законопроекта «О применении английского языка в Украине», считая, что он будет способствовать англизации и деукраинизации образования, культуры и украинского общества в целом, и что главными защитниками этого процесса станут русскоязычные. Не раз высказывалась против расширения сферы употребления английского языка в Украине и до разработки законопроекта.
Резко негативно относилась к англицизмам в украинском языке, называя их распространение «англоварваризацией».

## Скандалы
В феврале 2010 года Ирина Фарион попала в заголовки СМИ, после того как было опубликовано видео, в котором она выступает в детском саду, призывая детей не использовать русские уменьшительные имена. Действия Фарион вызвали негодование у некоторых родителей, психологов, СМИ и политиков Украины. Родители детей, которые посчитали, что их детей оскорбили, подали на Ирину Фарион в суд.
3 июня 2010 года Фарион заявила, что украинцы, которые называют родным языком русский, являются «украинцами-дегенератами», которых нужно привлекать к уголовной ответственности.
В июне 2012 года по инициативе Фарион был уволен водитель львовского маршрутного такси, который отказался выключить русскоязычное музыкальное радио по её требованию. В июне 2012 года Партия регионов обратилась в Генпрокуратуру Украины с просьбой дать оценку высказываниям представителей оппозиции по поводу русского языка; в частности, заявлений депутата Львовского облсовета Ирины Фарион.

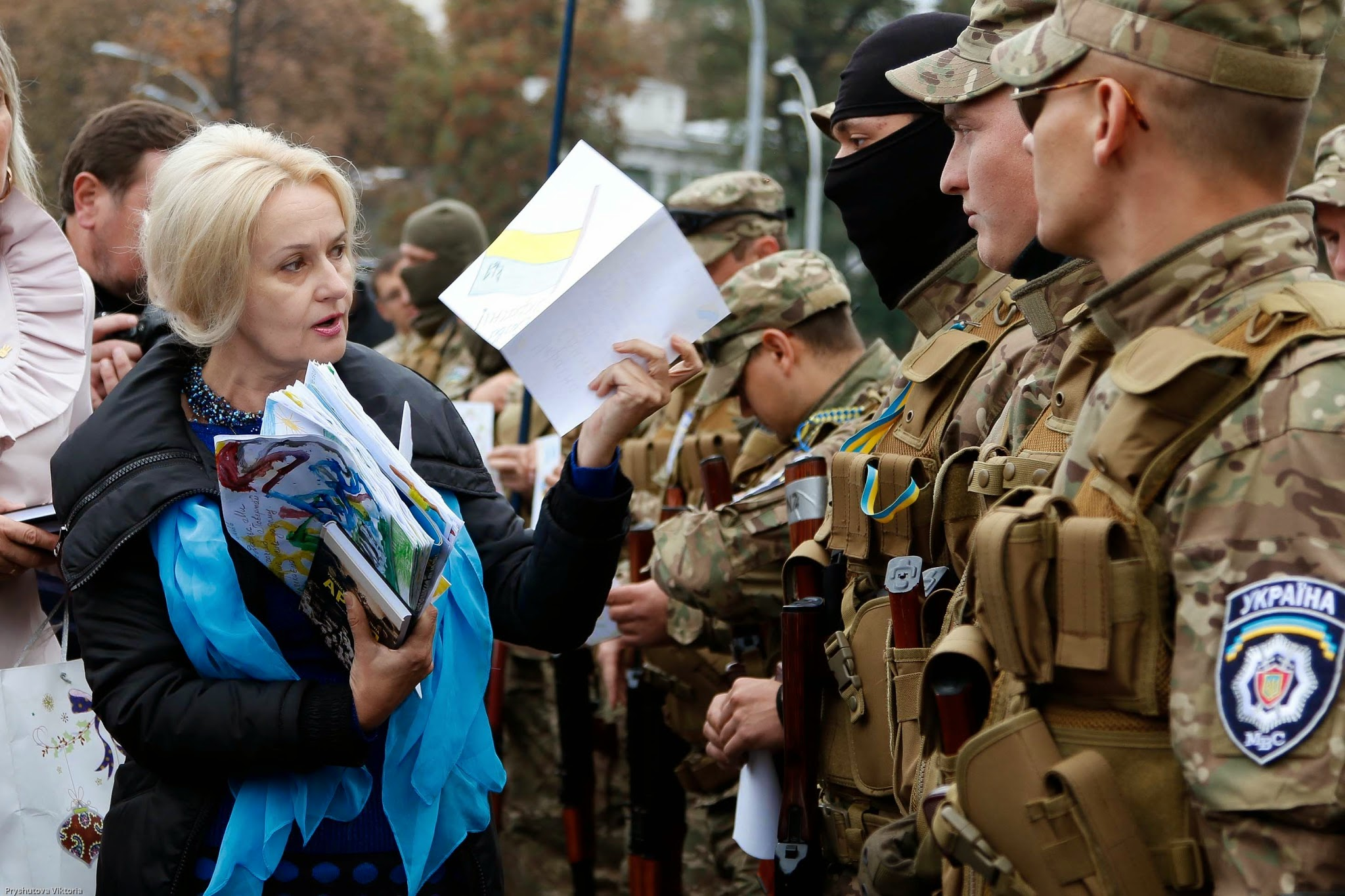
Ирина Фарион с бойцами батальона «Сичь», убывающими на восток. Сентябрь 2014 года

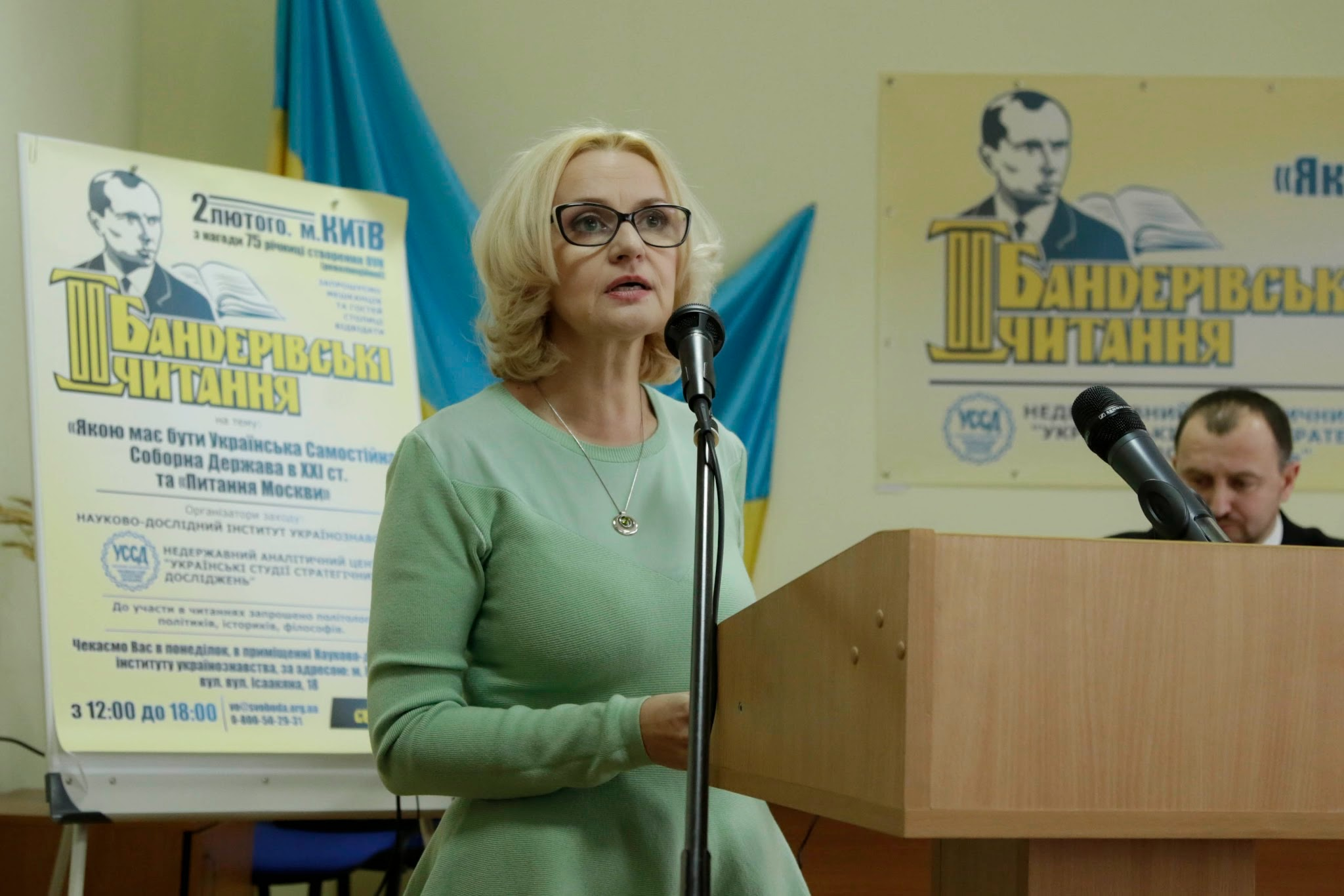
Ирина Фарион на Бандеровских чтениях. Февраль 2015 года

В июне 2013 года Ирина Фарион обратилась в Службу безопасности Украины (СБУ), обвиняя в государственной измене 148 народных депутатов, которые обратились к Сейму Республики Польша с просьбой признать Волынскую резню геноцидом польского народа. В августе 2013 года СБУ ответила Фарион, что проверка не выявила никаких признаков государственной измены в действиях депутатов.
Отвечая на вопрос журналиста по поводу захвата Харьковской обладминистрации заявила, что участников сепаратистских акций в восточных регионах Украины, которые не являются украинцами, но «лезут в страну», — нужно расстреливать.
Фарион долгое время категорически отрицала своё членство в КПСС, однако осенью 2013 года данная информация всё же была подтверждена архивами КПСС. После обнародования документов, подтверждающих её членство в КПСС, Фарион на вопросы со смехом заявила, что «орлицы не отчитываются перед гиенами». В эфире радиостанции «Львівська Хвиля» Фарион, однако, признала, что в 1988 году вступила в КПСС «по мотивам карьерного роста», выйдя из партии уже в следующем 1989 году.
1 ноября 2018 года были введены российские санкции против 322 граждан Украины, включая Ирину Фарион.
3 марта 2019 года в посте социальной сети Facebook публично оскорбила и пожелала смерти «в страшных муках» киевскому журналисту Дмитрию Гордону. Её высказывание поддержал политик Игорь Степура и также пожелал смерти журналисту. Дмитрий Гордон расценил это как разжигание ненависти по этническому и языковому признакам, преследование свободы мнения и призыв к убийству. В связи с этим он написал заявление генеральному прокурору Украины, в СБУ и Министерство внутренних дел. Отвечая в марте 2019 года Гордону на его обвинения о связи с ФСБ, Фарион в своём посте на Facebook назвала шоумена и кандидата в президенты Украины Владимира Зеленского «быдляком», а людей, намеревающихся голосовать за него, «дебилами».
14 ноября 2023 года во Львове студенты вышли на митинг с требованием уволить Ирину Фарион из национального университета «Львовская политехника». В ноябре 2023 года СБУ возбудила уголовное дело по четырём статьям против Фарион. Позже украинский министр образования Оксен Лисовой сообщил, что Фарион уволили с должности профессора университета «Львовская политехника». Это решение было обжаловано в суде и впоследствии в конце мая 2024 года суд постановил восстановить Ирину Фарион в должности профессора и взыскать с университета деньги за вынужденный прогул.

## Убийство
Вечером 19 июля 2024 года на Ирину Фарион было совершено покушение. Об этом заявила журналистка Марта Олиярник. Во Львове на улице Масарика около дома № 3 неизвестный мужчина открыл по ней стрельбу из огнестрельного оружия, в результате которой одна из пуль попала ей в голову.
Фарион была госпитализирована в больницу Святого Пантелеймона Первого медобъединения Львова в 20:00 по местному времени, где умерла в 23:20, не приходя в сознание. Возбуждено уголовное дело по ч. 1 ст. 115 «Умышленное убийство» УК Украины. В ходе розыска Национальная полиция Украины и СБУ задержала подозреваемого в убийстве. По сообщению украинских СМИ, им оказался 18-летний житель города Днепра Днепропетровской области, Вячеслав Зинченко.
22 июля 2024 года похоронена во Львове на Лычаковском кладбище.

## Уголовное преследование

### В России
8 июля 2015 года Следственный комитет России возбудил в отношении неё уголовное дело по признакам состава преступлений, предусмотренных ч. 4 ст. 33, пп. «а, л» ч. 2 ст. 105 УК РФ (подстрекательство к совершению убийства) и ч. 1 ст. 282 УК РФ (возбуждение ненависти либо вражды, а равно унижение человеческого достоинства), по факту её выступления 15 октября 2014 года на митинге в Киеве с призывами уничтожать Россию как государство, а русских как группу лиц по национальному признаку.

### В Украине
15 ноября 2023 года Служба безопасности Украины возбудила в отношении неё уголовное дело по следующим статьям УК Украины:
- ст. 161 (нарушение равноправия граждан в зависимости от их расовой, национальной, региональной принадлежности, религиозных убеждений, инвалидности и по другим признакам) — до трёх лет лишения свободы;
- ст. 435-1 (оскорбление чести и достоинства военнослужащего, угрозы военнослужащему) — лишение свободы на срок от трёх до пяти лет;
- ст. 163 (нарушение тайны переписки, телефонных разговоров, телеграфической или иной корреспонденции, передаваемых средствами связи или через компьютер) — ограничение свободы на срок до трёх лет;
- ст. 182 (нарушение неприкосновенности частной жизни) — ограничение свободы на срок до трёх лет.

## Личная жизнь
Ирина Фарион состояла в браке с Остапом Семчишиным (род. 14.06.1967). На 2011 год была разведена.
Дочь — София Семчишин (род. 18.08.1989). 23 июля 2016 года вышла замуж. 
Зять — Василий Особа (24.05.1989—06.10.2024), погиб на войне. Похоронен во Львове на Лычаковском кладбище.
Внуки — Эва (Ева) (род. 2017) и Дмитрий (род. 2019). 
Проживала во Львове.

## Память
- Во Львове ул. Техническую переименовали на ул. Ирины Фарион[90].
- В Ивано-Франковске утвердили «Программу украинизации памяти Ирины Фарион в Ивано-Франковской городской территориальной общине», в рамках которой ул. Гвардейскую переименовали на ул. Ирины Фарион[91].

## Публикации

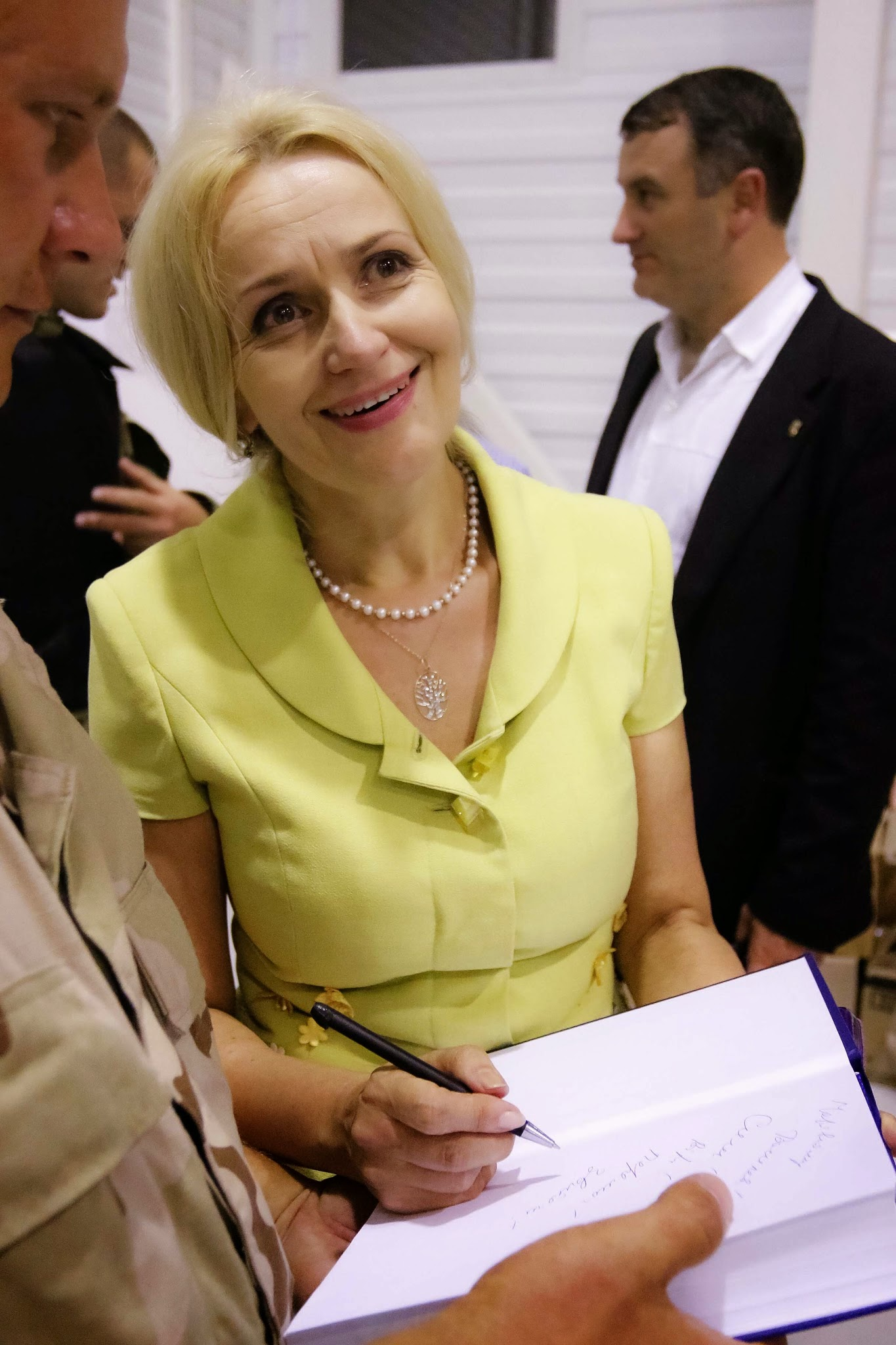
Фарион во время выступления перед Батальоном «Сич», июль 2014

- Антропонімійна система Верхньої Наддністрянщини кінця XVIII — початку XIX ст. (прізвищеві назви): Дис… канд. філол. наук: 10.02.01 / Львівський держ. ун-т ім. І.Франка. — Львів, 1996. — 237 л.+додат. 213 л.
  - Антропонімійна система Верхньої Наддністрянщини кінця XVIII — початку XIX ст. (прізвищеві назви): Автореф. дис… канд. філол. наук: 10.02.01 / Львівський держ. ун-т ім. Івана Франка. — Львів, 1996. — 22 с.
- Українські прізвищеві назви Прикарпатської Львівщини наприкінці XVIII — початку XIX століття (з етимологічним словником) / НАН України; Інститут народознавства. — Львів: Літопис, 2001. — 371 с. — Бібліогр.: С. 361—370. — ISBN 966-7007-30-2*
- Мова як духовно-національний феномен. // Київська церква. — 2001. — № 4
  - Мова як духовно-національний феномен. // Мовні конфлікти й гармонізація суспільства: Матеріали наукової конференції, 28—29 травня 2001 року. / Під ред. Володимира Куєвди, Лариси Масенко, Віталія Радчука. — Киев: Видавничо-поліграфічний центр «Київський університет», 2002. — C. 36—42. — ISBN 966-594-413-4
  - Мова як духовно-національний феномен // Урок української: Науково-публіцистичний журнал-дайджест. — 05/2003. — № 5/6. — С. 51—53
- Антропонімна функція квалітативних суфіксів у структурі прізвищевих назв. // Мовознавчі студії: (Матеріали конференцій) / Відп. ред.: О. А. Купчинський. — Львів: Наукове т-во ім. Шевченка, 2002. — С. 217—234
- Саме згодних називатися горщиками в піч і ставлять: (Про національне й універсальне в антропонімії). // Урок української: Науково-публіцистичний журнал-дайджест. — 07/2002. — № 7. — С. 18—20
- Лінґвістичні наслідки Переяславської (з)Ради // Просвіта. — 2002. — червень (№ 6) — С. 4.
  - Лінґвістичні наслідки Переяславської (з)Ради 1654 року (або міркування з приводу Указу Президента) // Вісник Львівського університету. Серія журналістика. — 2003. — Вип. 23. — 297 с.
  - Лінґвістичні наслідки Переславської (з)ради // Дивослово: Українська мова й література в навчальних закладах: Науково-методичний журнал Міністерства освіти і науки України. — 04/2003. — № 4. — С. 2—6
- Я на сторожі коло їх поставлю Слово. Набір листівок-плакатів про мову. / Автор і керівник проекту Ірина Фаріон. — Львів: Видавництво Львівської політехніки, 2002
- У пошуках себе. // Дивослово: Українська мова й література в навчальних закладах: Науково-методичний журнал Міністерства освіти і науки України. — 05/2003. — № 5. — С. 80
- Мова як дім, де ми — з Шевченком. // Урок української: Науково-публіцистичний журнал-дайджест. — 04/2003. — № 4. — С. 33—36 (вкладка «Чому Шевченко?»)
- Слова як свідки правди. Лінгвістична експертиза етнонімів «жид» і «москаль» // Універсум (http://universum.lviv.ua/archive/journal/2004/far_7.html). — 2004. — № 7/9. — С. 46—51
- Ідентифікаційна функція антропоніма як складник його онтологічної природи // До джерел: Збірник наукових праць на пошану Олега Купчинського з нагоди його 70-річчя / Редкол.: І. Гирич; редкол.: [та ін.] . — Киев; Львів: Б. в., 2004. — Т. 1. — 2004. — С. 254—268
- Правопис — корсет мови? Український правопис як культурно-політичний вибір. / Роман Скиба (іл.). — Львів: Монастир Свято-Іванівська Лавра; Видавничий відділ «Свічадо», 2004. — 115 с.: іл. — ISBN 966-561-328-6
  - Правопис — корсет мови? Український правопис як культурно-політичний вибір. / Роман Скиба (художн.). — 2 вид., випр. і доп. — Львів: Свічадо, 2005. — 120 с.: іл. — ISBN 966-8744-16-0
  - Правопис — корсет мови? Український правопис як культурно-політичний вибір. / Роман Скиба (художн.). — 3 вид., випр. і доп. — Львів: Свічадо, 2006. — 120 с.
- Задля єдності-єдина. // Урок української: Науково-публіцистичний журнал-дайджест. — 04/2005. — № 3/4. — С. 4—5
- Лінгвонім мова в контексті позамовних чинників. // Миниахметова Э. Х., Турецкий язык: учебное пособие. — Одесса: Астропринт, 2004. — Кн. 2.: — 2006. — С. 138—140
- Франкова візія історії української мови (XI—XVIII ст.) // Дивослово: Українська мова й література в навчальних закладах: Науково-методичний журнал Міністерства освіти і науки України. — 10/2006. — № 10. — С. 35—39
- Суб'єктивні роздуми над калинцевими звукосимволами. // Урок української: Науково-публіцистичний журнал-дайджест. — 03/2006. — № 3/4. — С. 31—33
- Сесійні зали чи мовні смітниська? (антисуржикові нотатки). // Урок української: Науково-публіцистичний журнал-дайджест. — 08/2006. — № 8/9. — С. 22—23
- Суспільний статус української мови в добу Литовського князівства і Речі Посполитої. // Збірник наукових праць Науково-дослідного інституту українознавства: сборник / М-во освіти і науки України, Науково-дослідний інститут українознавства. — Киев: Міленіум, 2006. — Т. 8 : Українська мова вчора, сьогодні, завтра в Україні і світі. — С. 98—115
- Франкова візія суспільного статусу руської мови в Галичині (Друга половина XVIII -початок XX ст.) // Дивослово: Українська мова й література в навчальних закладах: Науково-методичний журнапл Міністерства освіти і науки України. — 2007. — № 3. — С. 23—27
- Лінгвістичний феномен Маркіяна Шашкевича. // Дивослово: Українська мова й література в навчальних закладах: Науково-методичний журнапл Міністерства освіти і науки України. — 10/2007. — № 10. — С. 38—44
- Лінгвістичний феномен Маркіяна Шашкевича. // Дивослово: Українська мова й література в навчальних закладах: Науково-методичний журнапл Міністерства освіти і науки України. — 11/2007. — № 11. — С. 35—42
- Мова — краса і сила: Суспільно-креативна роль української мови в ХІ — середині XIX ст.: Монографія. — Львів: Видавництво Національного ун-ту «Львівська політехніка», 2007. — 168 с. — Бібліогр.: С. 159—167. — ISBN 978-966-553-586-7
  - Мова — краса і сила: Суспільно-креативна роль української мови в ХІ — середині XIX ст.: Монографія. — 2-ге вид. — Львів: Видавництво Національного ун-ту «Львівська політехніка», 2009. — 212 с.
  - Мова — краса і сила: Суспільно-креативна роль української мови в ХІ — середині ХІХ ст.: Монографія. — 3-тє вид. — Львів: Видавництво Національного ун-ту «Львівська політехніка», 2010. — 212 c. — ISBN 978-966-553-919-3
  - Мова — краса і сила: Суспільно-креативна роль української мови в XI — середині XIX ст.: Монографія. — 4-те вид. — Львів: Видавництво Львівської політехніки, 2011. — 212 с. — ISBN 978-617-607-045-0
- Отець Маркіян Шашкевич — український мовотворець. Лінгвістичний феномен на тлі світового романтизму: Монографія. — Львів: Свічадо, 2007. — 136 с. — Бібліогр.: С. 96 — 100. — ISBN 978-966-395-121-8
  - Отець Маркіян Шашкевич — український мовотворець: Лінгвістичний феномен на тлі світового романтизму: Монографія. — Львів: Свічадо, 2011. — 136 с. — ISBN 978-966-395-121-8
- Мова як спосіб життя: [Рец. на кн. : Федик О. Мова як духовний адекват світу (дійсності). — Львів: Місіонер, 2000. — 298 с.]. // Українська мова. — 2009. — № 1. — С. 118—122
- Станіслав Оріховський Роксолянин: мовно-етнічний портрет часу. // Дивослово: Українська мова й література в навчальних закладах: Науково-методичний журнапл Міністерства освіти і науки України. — 07/2009. — № 7/8. — С. 52—56
- Суспільний статус руської (давньоукраїнської) мови в добу відродження (друга половина XIV — перша половина XVI століття). // Вісник Львівського університету. Серія філологічна. — 02/2009. — Вип. 46 ч. 2. — С. 40—48
- Степан Бандера — практик, теоретик, містик націоналістичного руху. Лекція Ірини Фаріон з нагоди столітнього ювілею Провідника. — Івано-Франківськ: Місто НВ, 2009. — 32 с. + компакт-диск. — ISBN 978-966-428-123-9
- Мовна норма: знищення, пошук, віднова. // Слово Просвіти. — 2009. — № 10. — С. 7. — (поч. № 48—52 за 2008, 3, 6 за 2009 р.)
  - Мовна норма: знищення, пошук, віднова (Науково-навчальне видання): [монографія]. — Івано-Франківськ: Місто НВ, 2009. — 336 с. + компакт-диск.
  - Мовна норма: знищення, пошук, віднова (Науково-навчальне видання): [монографія]. — Вид. 2-ге, доп. — Івано-Франківськ: Місто НВ, 2010. — 336 с. + компакт-диск. — ISBN 978-966-428-138-3
  - Мовна норма: знищення, пошук, віднова (Науково-навчальне видання): [монографія]. — Вид. 3-е, доп. — Івано-Франківськ: Місто НВ, 2013. — 336 с. + компакт-диск. — ISBN 978-966-428-290-8
- Афоризми та сентенції Юрія Іллєнка. Криниця для спраглих / Автор ідеї, укладач та літературний редактор Ірина Фаріон. Співтворці укладання Людмила Іллєнко, Пилип Іллєнко, Андрій Іллєнко. — Івано-Франківськ: Місто НВ, 2010. — 160 с. — ISBN 966-428-169-7, ISBN 978-966-428-169-7
- Жити, коли все проти тебе, або Іллєнко у моєму світі. // Слово Просвіти. — 2010. — № 25 (24—30 червня). — С. 6
- Шевченків концепт «Слово» у рецепції Дмитра Донцова: 150-літтю Шевченкового повернення в Україну присвячую. // Слово Просвіти. — 2011. — № 20 (19—25 травня), № 21 (26 травня — 1 червня). — С. 6—7
- «Густинський літопис» — джерело мовної свідомості українців першої половини XVII століття. // Вісник Львівського університету. Серія філологічна. — 06/2012. — Вип. 57. — С. 242—253
- «Я на сторожі коло їх поставлю слово…»: Тарас Шевченко і ми. Публіцистика. // Київ. — 2014. — № 3/4. — С. 2—8
- Післяслово // Шевченко Т. Г. Кобзар / Упоряд., комент., післяслово М. Зубкова; обкл. О. Панченко. — Ювіл. вид. — Х.: Видавн. дім «Школа», 2014. — 571, [1] с., 24 арк. іл. : ., портр., факс.
- Суспільний статус староукраїнської мови в XIV—XVII ст. : Дис… докт. філол. наук: 10.02.01 / Інститут української мови НАНУ. — Київ, 2015. — 456, [65] с.
  - Суспільний статус староукраїнської мови в XIV—XVII ст.: Автореф. дис… докт. філол. наук: 10.02.01 / Інститут української мови НАНУ. — Київ, 2015. — [2], 50 с.
- Англізми і протианглізми: 100 історій слів у соціоконтексті[укр.]. — Львів, 2023. — ISBN 978-966-938-717-2[92]